# Nossa Senhora de Pontmain
Maria, Mãe da Esperança, conhecida popularmente como Nossa Senhora de Pontmain, é o título pelo qual a Virgem Maria é chamada por ocasião de uma aparição ocorrida na noite de 17 de janeiro de 1871, na pequena aldeia francesa de Pontmain. A aparição de Nossa Senhora em Pontmain foi reconhecida pela Igreja Católica no ano seguinte, após investigação canônica. Uma igreja foi construída para receber os peregrinos, e que posteriormente foi elevada a basílica. A memória de Nossa Senhora de Pontmain é celebrada em 17 de janeiro, aniversário de sua aparição.

## A aparição

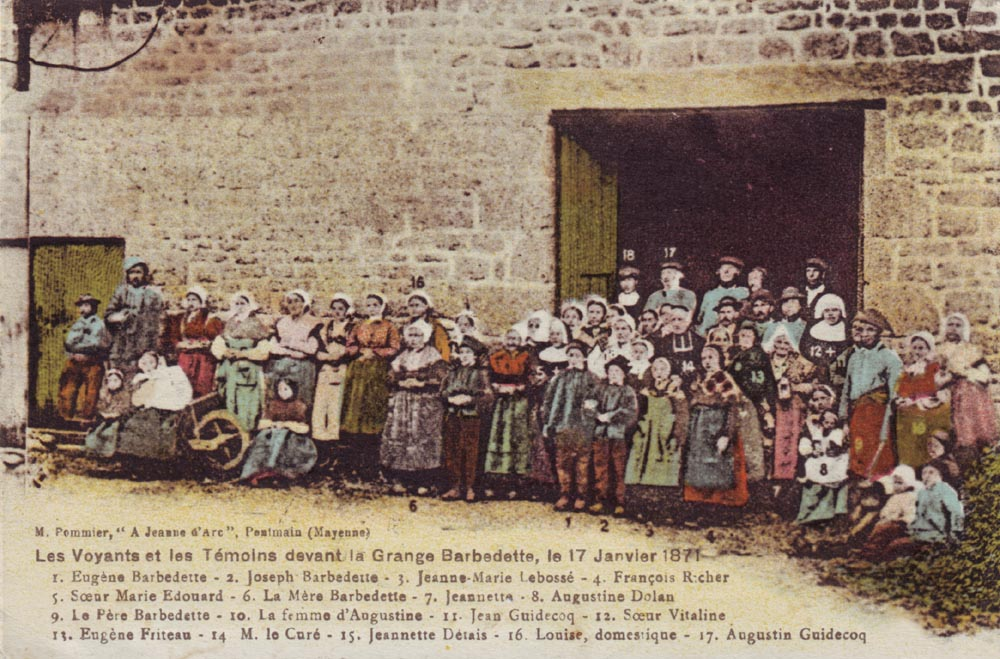
Testemunhas e clarividentes em frente ao celeiro Barbedette - 1871

Enquanto a França era invadida pelos exércitos alemães, Metz estava nas mãos do inimigo (180 mil oficiais e soldados franceses prisioneiros), Paris era sitiada, o segundo império ruía, a aparição mariana de Pontmain, em Mayenne, foi um acontecimento que ocorreu em 17 de janeiro de 1871 na pequena aldeia de Pontmain, em Mayenne. Sete crianças no total afirmam ver "uma bela senhora", mas apenas as quateo mais velhas serão oficialmente reconhecidas pela Igreja quando a aparição for oficialmente reconhecida: Eugène Barbadette, Joseph Barbadette, Françoise Richer e Jeanne-Marie Lebosse. A aparição começa por volta das 18h e durará aproximadamente três horas. Reúne gradualmente os habitantes da aldeia, que nada veem, exceto algumas crianças que descrevem a evolução da visão ao longo do tempo, ao ritmo das orações da assembleia. No dia seguinte, o padre da aldeia entrevistou as crianças e escreveu uma história inicial antes de informar o bispo. Muito rapidamente foi aberta uma investigação canônica e, um ano depois, no dia 2 de fevereiro de 1872, Dom Casimir Wicart reconhece oficialmente a aparição da Virgem de Pontmain e autoriza sua devoção.
Em 1932, o Papa Pio XI concedeu um ofício e missa própria em honra de Nossa Senhora de Pontmain. No dia 24 de julho de 1934, após a autorização do cardeal Pacelli (futuro Papa Pio XII), a imagem de Maria, Mãe da Esperança recebeu a solene coroação canônica em ouro pelas mãos do cardeal Jean Verdier.

## As cinco fases da aparição
A aparição mariana de Pontmain pode ser considerada dividida em cinco fases:

### Primeira fase

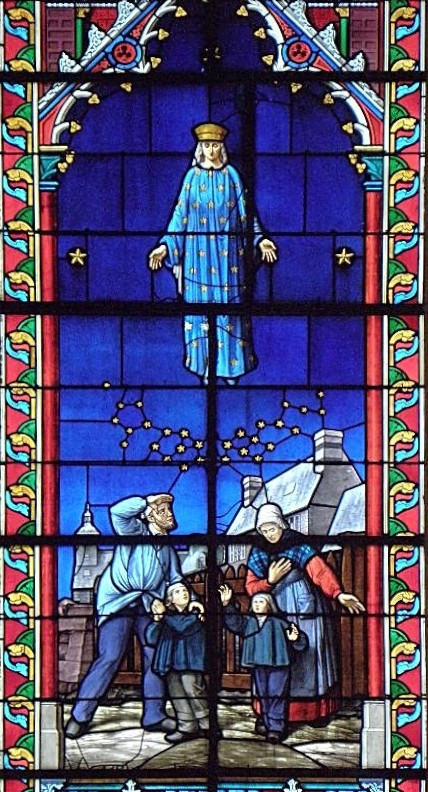
Primeira fase da aparição

Eugène Barbedette teria visto primeiro a senhora, que usava um vestido azul com estrelas douradas, sapatos muito simples com uma fita dourada, uma coroa dourada e um véu preto nos cabelos até os ombros. A bela senhora teria sorrido tanto para a criança quanto para seu irmãozinho José, que chegou pouco depois. As crianças correram para contar aos pais sobre a senhora e a mãe Victoire, pensando que poderia ser a Virgem Maria, correu ao encontro da Irmã Vitaline, que trabalhava na escola paroquial, para lhe contar o que as crianças tinham dito. Outra freira, Marie Edouarde, correu para informar o pároco Don Michel Guérin. Entretanto, toda a aldeia reuniu-se no celeiro e todos começaram a rezar, liderados pela Irmã Vitaline.

### Segunda fase

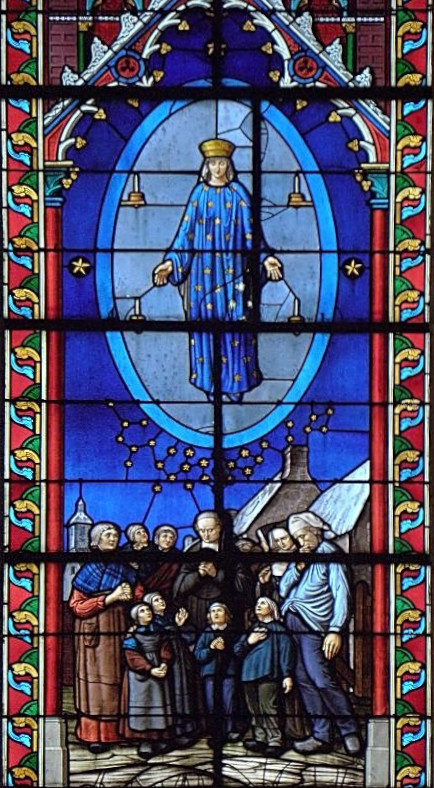
Segunda fase da aparição

Logo o pároco chegou ao seu povo e uma oval azul com quatro velas apagadas aparecia ao redor da bela Senhora; além disso, uma pequena cruz vermelha teria ficado visível em seu vestido, em posição correspondente ao coração. Naquele momento a bela senhora teria ficado triste. Enquanto isso, a multidão começou a discutir o que estava acontecendo e o tumulto cresceu, quando o pároco exortou todos a rezarem, e Irmã Marie Edouarde começou a recitar o Santo Rosário. Assim que o rosário começou, a senhora parecia sorrir e aumentar de tamanho, como o oval que a rodeava, enquanto as estrelas pareciam aumentar em número. Terminado o terço, a multidão cantou o Magnificat; então uma grande faixa branca se desenrolava aos pés da senhora e, letra após letra, as palavras "MAS ORE, MEUS FILHOS" apareciam sobrepostas. A convite do pároco todos começaram a cantar as litanias de Nossa Senhora e apareceram as palavras: "DEUS TE RESPONDERÁ EM BREVE". Todas essas palavras apareceram na mesma linha. Terminadas as litanias, cantava-se a Inviolata e, na invocação "O Mater alma Christi carissima", as palavras apareciam no início de um segundo verso: "MEU FILHO". Em seguida a multidão cantou a Salve Regina e a mensagem escrita finalizou com os dizeres: "DEIXE SEU CORAÇÃO SER TOCADO". Finalmente a multidão permaneceu orando silenciosamente. A essa altura, todos acreditavam que a bela senhora, que continuava a sorrir, era a Virgem Maria.

### Terceira fase

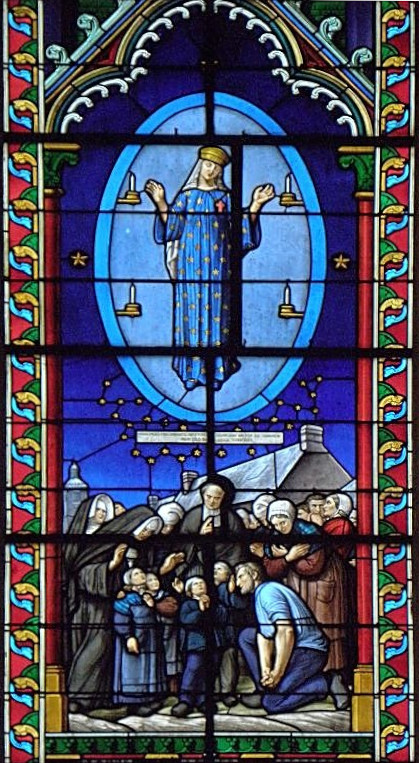
Terceira fase da aparição

Então o povo começou a cantar o hino "Mãe da Esperança", que dizia: "Mãe da Esperança, cujo nome é tão doce, protege a nossa terra da França. Reze, reze por nós." Entretanto, a Virgem teria elevado as mãos à altura dos ombros e movido os dedos ao ritmo do hino, como se dedilhasse uma harpa invisível. A alegria das crianças explodiu, fazendo-as exclamar repetidamente: "Oh, como ela é linda!". Enquanto isso, Maria teria sorrido. Depois as palavras impressas na faixa branca desapareciam, dando lugar a um fundo da cor do céu. Depois as crianças cantaram outro hino, aquele que cantaram naquela tarde na escola; O rosto de Maria teria mostrado naquele momento uma grande tristeza, como se a Virgem falasse, mas a sua voz não foi ouvida.

### Quarta fase

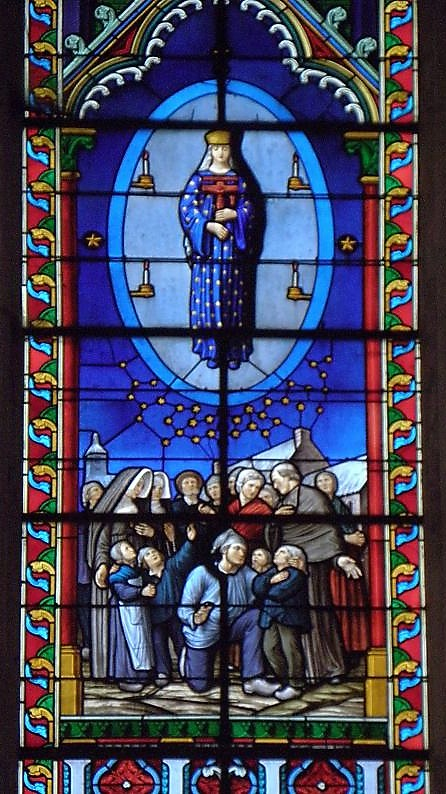
Quarta fase da aparição

À letra do hino: "Oh meu bom Jesus, chegou a hora de perdoar nossos corações arrependidos. Nunca mais ofenderemos a tua bondade suprema, ó bom Jesus", uma cruz vermelha, ostentando Cristo da mesma cor, com "Jesus Cristo" escrito no topo num pergaminho branco, apareceria diante da Virgem. Ao cantar "Parce Domine" a Virgem teria pegado a cruz com as duas mãos para incliná-la em direção às crianças, ficando novamente triste. Depois, uma pequena estrela acendia as quatro velas do oval, tal como fazia o pároco no altar da Virgem Maria na igreja paroquial. A multidão continuou a rezar em silêncio e a estrela teria se posicionado acima da cabeça de Nossa Senhora.

### Quinta fase
Irmã Marie Edouarde entoava o hino Ave Maris Stella e o crucifixo vermelho desaparecia, substituído por uma pequena cruz branca em cada ombro de Nossa Senhora, sorrindo novamente. O pároco Michel Guérin convidou todos os presentes a recitar com ele as orações da noite e todos se ajoelharam onde quer que estivessem. Depois todos iniciavam o exame de consciência e então um véu branco aparecia diante dos pés da Virgem enquanto ela desaparecia. Eram nove da noite e todos voltaram para suas casas.

## As peregrinações
Desde os primeiros dias seguintes à aparição, ainda antes do parecer da Igreja sobre a autenticidade ou não da aparição, os peregrinos dirigiram-se ao local para rezar, porque viram na rápida saída das tropas alemãs do departamento (nos dias após a aparição), sinal da proteção da Virgem. É por isso que, imediatamente, foram organizadas peregrinações espontâneas em Pontmain. O Abade Richard contava no dia 2 de março (pouco mais de um mês após a aparição) cerca de 400 peregrinos na aldeia. Na primavera já há entre 3.000 e 4.000 pessoas por dia.
Na sequência da aparição e do seu reconhecimento canónico, o Abade Guérin, pároco de Pontmain, assegurou o acolhimento dos peregrinos junto das freiras da escola. Mas após sua morte, em 1872, o bispo convocou os Missionários Oblatos de Maria Imaculada para liderar as primeiras peregrinações e pregar na região. O afluxo de peregrinos a Pontmain foi rápido. No primeiro aniversário das aparições, ocorrido em 17 de janeiro de 1872, já eram 8 mil pessoas. Vindo primeiro do departamento, os peregrinos vêm gradualmente de toda a França e depois do estrangeiro.
Hoje são cerca de 300 mil peregrinos por ano e 4 mil por dia durante grandes festas como a da Assunção.

## A Basílica de Pontmain

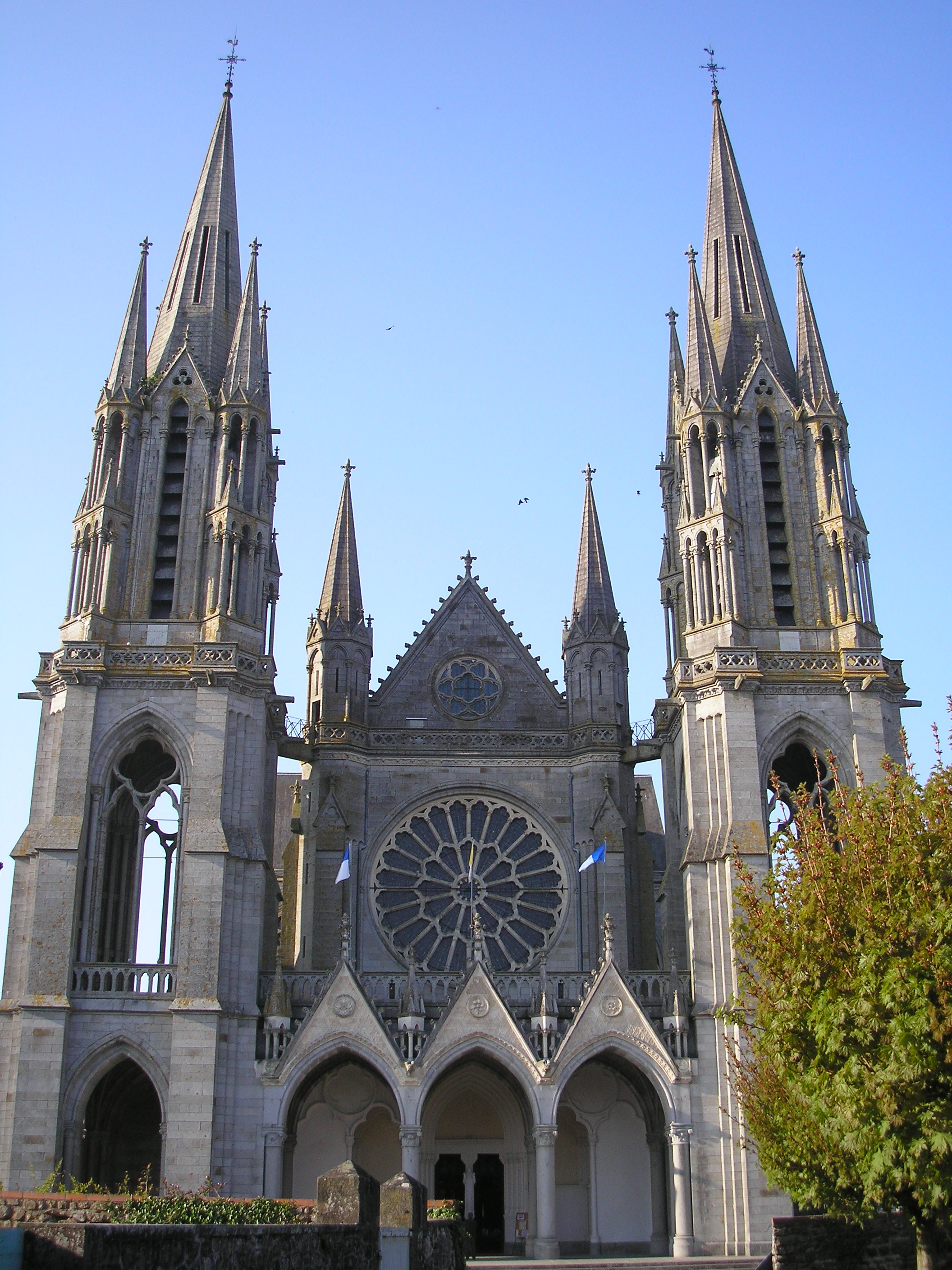
A Basílica de Nossa Senhora de Pontmain

Após a morte do pároco da aldeia, Padre Guérin, o Bispo Wicart confiou em 29 de maio de 1872 aos Missionários Oblatos de Maria Imaculada a tarefa de acolher os peregrinos que se dirigem ao local da aparição e de construir ali um santuário. Monsenhor Wicart, bispo de Laval, coloca a primeira pedra da igreja no dia 17 de junho de 1873, mas ele morreu pouco depois. Seus sucessores seguem seu caminho. A igreja foi concluída em 1890, mas só foi consagrada em 15 de outubro de 1900 por Monsenhor Pierre Geay.
No dia 21 de fevereiro de 1905, o papa São Pio X elevou a igreja de Nossa Senhora da Esperança de Pellevoisin à categoria de basílica.